# Rheinfelden (Baden)
Rheinfelden is een plaats in de Duitse deelstaat Baden-Württemberg, gelegen in het Landkreis Lörrach. De stad telt 32.919 inwoners en grenst aan het Zwitserse Rheinfelden aan gene zijde van de Rijn. Beide steden en landen zijn met elkaar verbonden door een oude historische brug. Circa 4 km ten oosten van Rheinfelden bevindt zich een waterkrachtcentrale uit 2011 die de oude van 1897 heeft vervangen.

## Geografie
Rheinfelden heeft een oppervlakte van 62,84 km² en ligt in het zuidwesten van Duitsland aan de rechter Rijnoever. Aan de overzijde van de Rijn ligt het kleinere Zwitserse Rheinfelden.

## Geschiedenis
- Het centrum van het Duitse Rheinfelden behoorde in de middeleeuwen tot het Zwitserse Rheinfelden en was nauwelijks bewoond. Er was wel de burcht Beuggen, die het centrum was van de commanderij Beuggen.

Aitern ·
Bad Bellingen ·
Binzen ·
Böllen ·
Efringen-Kirchen ·
Eimeldingen ·
Fischingen ·
Fröhnd ·
Grenzach-Wyhlen ·
Häg-Ehrsberg ·
Hasel ·
Hausen im Wiesental ·
Inzlingen ·
Kandern ·
Kleines Wiesental ·
Lörrach ·
Malsburg-Marzell ·
Maulburg ·
Rheinfelden ·
Rümmingen ·
Schallbach ·
Schliengen ·
Schönau im Schwarzwald ·
Schönenberg ·
Schopfheim ·
Schwörstadt ·
Steinen ·
Todtnau ·
Tunau ·
Utzenfeld ·
Weil am Rhein ·
Wembach ·
Wieden ·
Wittlingen ·
Zell im Wiesental